# Pierre Messmer
Pour les articles homonymes, voir Messmer.
Pierre Messmer, né le 20 mars 1916 à Vincennes (Seine) et mort le 29 août 2007 à Paris, est un homme d'État français.
Engagé dans les Forces françaises libres (FFL), il est après-guerre administrateur colonial. Il est impliqué dans la guerre du Cameroun entre 1956 et 1958, où il pilote la contre-insurrection contre les indépendantistes communistes de l'UPC, faisant des milliers de morts. Ministre des Armées du général de Gaulle de 1960 à 1969, il est nommé ministre d'État chargé des Départements et Territoires d'Outre-Mer en 1971.
Pierre Messmer occupe le poste de Premier ministre du 5 juillet 1972 au 27 mai 1974, sous la présidence de Georges Pompidou et l'intérim d'Alain Poher. Il est également maire de Sarrebourg de 1971 à 1989 et président du conseil régional de Lorraine de 1978 à 1979.
Chancelier de l'ordre de la Libération et chancelier honoraire de l'Institut de France, il est membre de l'Académie française de 1999 à sa mort.

## Biographie

### Jeunesse et études

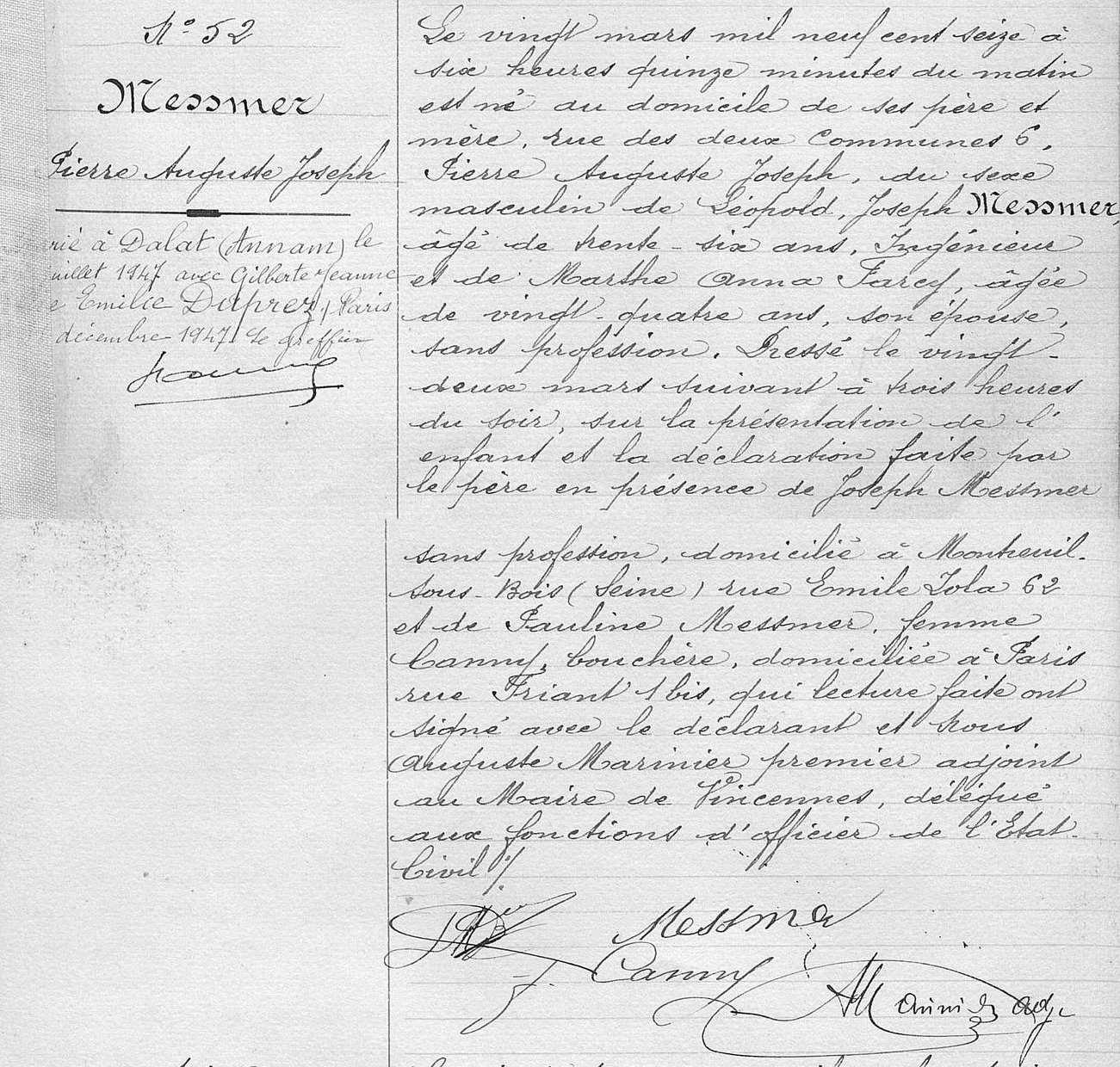
Acte de naissance.

Né dans une famille alsacienne du Bas-Rhin qui avait opté pour la France en 1871 (son grand-père paysan devint cocher des omnibus hippomobiles de Paris), fils de l'industriel Joseph Messmer, Pierre Messmer étudie à l'école Massillon, au lycée Charlemagne et au lycée Louis-le-Grand. Il est l'aîné de la fratrie, Guy a 2 ans de moins, et la dernière Geneviève 7 ans de moins.
Il est admis à l'École nationale de la France d'outre-mer où il étudie de 1934 à 1937. Il suit en parallèle les cours de l'École des langues orientales (1934-1936), dont il est diplômé. Il sort classé deuxième de l'ENFOM. Il suit des cours de droit à l'université de Paris, et obtient son doctorat en droit en 1939 pour une thèse sur « le régime des emprunts coloniaux ». Il effectue deux mois de stage au sein de l'École des transmissions.
Il a également été membre des Camelots du roi, à cette époque branche militante de l'Action française.
Veuf de Gilberte Duprez (1909-1991) surnommée de manière ironique « Messméralda » par les journalistes depuis 1991, il se remarie le 6 juillet 1999 à Christiane Bataille née Terrail (1915-2010).
Pierre Messmer n'a pas eu d'enfants. Christiane Terrail, étant veuve, avait de son premier mari une fille, Claudie, mariée à Michel de Guillebon (X 1960, ingénieur général de l'Armement), neveu éloigné[pas clair] du général Jacques de Guillebon, compagnon de la Libération et ami personnel de Pierre Messmer. En 1959 le général de Gaulle voulut nommer Jacques de Guillebon ministre des Armées. Guillebon déclina en raison de la question épineuse de l'Algérie, et conseilla à de Gaulle de désigner à ce poste Pierre Messmer,,

### Seconde Guerre mondiale
Mobilisé en 1939, il est sous-lieutenant au 12e régiment de tirailleurs sénégalais. Le 17 juin 1940, alors stationné dans l'Allier avec le lieutenant Jean Simon, ils entendent à la radio la demande d'armistice du maréchal Pétain. Affectés dans l'après-midi à Pau, ils obtiennent la permission de rejoindre par leurs propres moyens leur nouvelle affectation en empruntant une vieille moto. Refusant de cesser le combat, les deux jeunes gens traversent le Massif central pour éviter les colonnes allemandes. Leur moto tombant en panne, ils font du stop jusqu'à Tarascon avant de prendre le train à Beaucaire pour Marseille où ils arrivent le 18 juin au soir. Le 20 juin 1940, Jean Simon rencontre le capitaine au long cours Humbert Vuillemin, commandant du Capo Olmo qui cherche des hommes sûrs pour l'aider à détourner le navire italien vers l'Angleterre. En lisant Le Petit Provençal, les deux officiers prennent connaissance de l'appel du 18 Juin lancé par le général de Gaulle et embarquent avec quelques autres clandestins. Le soir du 23 juin 1940, au sein d'un convoi, le bateau simule une avarie de machine et se détourne vers l'ouest. Le lendemain matin l'équipage est informé de la décision du commandant.
Le Capo Olmo arrive à Gibraltar le 27 juin 1940, puis rejoint Liverpool le 16 juillet 1940. La cargaison du navire qui se compose de 481 tonnes de matériel de guerre divers en particulier douze avions Glenn Martin en caisses, des camions et tracteurs d'aviation, est ensuite vendue aux Anglais, permettant à la France libre de subsister pendant les trois premiers mois.
Messmer et Simon intègrent la 13e DBLE et participent ensemble aux combats en Érythrée, en Syrie, à Bir Hakeim et en Tunisie en 1943. En juillet 1943, Messmer part en mission aux Antilles avant d'être affecté à Londres à l'état-major du général Kœnig, commandant en chef des Forces françaises de l'intérieur (FFI) et commandant supérieur des forces françaises en Grande-Bretagne. En août 1944 il est envoyé en Normandie et participe à la libération de Paris et à la libération de la France. Le 11 novembre 1944 il reçoit la Légion d'honneur des mains du général de Gaulle lors d'une cérémonie à l'Arc de triomphe.

### En Indochine
Parachuté en Indochine en août 1945, Pierre Messmer est fait prisonnier par le Việt Minh et s'évade après deux mois de captivité. Il rejoint Hanoï où il est démobilisé et rendu à la vie civile. De retour à Paris, il confie à de Gaulle en tête à tête que, Saïgon mise à part, la France ne contrôle rien au Viêt Nam, la seule solution possible étant de négocier avec Hô Chi Minh. Pierre Messmer est par la suite colonel de réserve.

### Administration coloniale
Pierre Messmer exerce ensuite ses fonctions d'administrateur de la France d'outre-mer ; il est ainsi successivement :
- en 1946, secrétaire général du Comité interministériel pour l'Indochine ;
- de 1947 à 1948, directeur du cabinet du haut commissaire de la République en Indochine Émile Bollaert ;
- de 1950 à 1952, administrateur du cercle de l'Adrar mauritanien ;
- de 1952 à 1954, gouverneur de la Mauritanie ;
- de 1954 à 1956, gouverneur de la Côte d'Ivoire, travaillant main dans la main avec Félix Houphouët-Boigny ;
- en 1956, directeur de cabinet de Gaston Defferre, ministre de la France d'Outre-mer ;
- de 1956 à 1958, haut commissaire de la République au Cameroun où il dirige une offensive[15] contre les indépendantistes de l’Union des populations du Cameroun (UPC)[16] en menant « une manœuvre contre-insurrectionnelle »[17]. En Sanaga-Maritime, foyer indépendantiste majeur, la population est regroupée dans des « centres de regroupement » militarisés et vit derrière des barbelés sous la surveillance de l'armée française. La torture se généralise à l'égard des suspects. La répression fait des milliers de morts en deux ans[18]. Dans ses mémoires, il explique quelle était sa stratégie : « La France accordera l’indépendance à ceux qui la réclamaient le moins, après avoir éliminé politiquement et militairement ceux qui la réclamaient avec le plus d’intransigeance »[19].
- en 1958, haut commissaire de la République en Afrique-Équatoriale française à la suite de Paul Chauvet ;
- de 1958 à 1959, haut commissaire de la République en Afrique-Occidentale française.

### Carrière politique
Pierre Messmer est nommé ministre des Armées sous la présidence du général de Gaulle lors d'un remaniement ministériel du gouvernement Michel Debré, le 5 février 1960. À ce poste, il est confronté au putsch des généraux à Alger en avril 1961 et aux réformes d'une armée post-coloniale. Il met en œuvre la force de frappe nucléaire voulue par le président, tout en créant en 1960 la NATO Tiger Association afin de renforcer les relations entre unités de l'Organisation du traité de l'Atlantique nord (OTAN). Avec le ministre de la Recherche et des Affaires atomiques Gaston Palewski, il assiste à l'accident nucléaire de Béryl en 1962 dans le Sahara, au cours duquel il a été contaminé.
Le 17 mai 1962, par l’ordonnance no 62-574, il valide l’incorporation anticipée des jeunes Européens d'Alger et d'Oran âgés de 19 ans ainsi que des sursitaires. Ces derniers sont envoyés outre-mer (en métropole et en Allemagne) afin d'y accomplir leur service militaire. Cet appel anticipé (dont le nom de code militaire est plan Simoun) s’inscrit dans le cadre de l’opération Fouchet, impulsée par le haut-commissaire de la République Christian Fouchet, à partir de la cité administrative de Rocher Noir à Alger, qui a pour objectif de s'attaquer aux franges de la population susceptibles de soutenir l'Organisation armée secrète (OAS).
Il lui est ensuite reproché la validation et l'acceptation de la politique gouvernementale à la fin de la guerre d'Algérie, en 1962, en n'évacuant et ne protégeant pas les harkis, dont un grand nombre ont été tués après la déclaration d’indépendance algérienne. Il autorise, dans les années 1960 et au début des années 1970, la formation de militaires sud-américains par des officiers français aux diverses techniques de contre-insurrection expérimentées en Algérie et de lutte contre des mouvements révolutionnaires ou clandestins.
Il participe, en tant que ministre des Armées, à la coordination du soutien aux sécessionnistes du Biafra à la fin des années 1960. L'objectif est d'affaiblir le Nigeria, puissance régionale, et de placer les réserves pétrolières du Biafra sous influence française. Comme justification de cette intervention française, Pierre Messmer cite pourtant la vengeance : « Je ne pardonnerai pas au Nigeria son attitude après nos tirs nucléaires à Reggane. Ça permettrait de lui faire payer ! Il avait été à la fois provoquant et ridicule […] Ce sont des grotesques. Je ne leur ai pas pardonné ».
On lui prête d'avoir dissuadé le général de Gaulle de mobiliser l'armée lors des événements de Mai 68. Après la démission du président l'année suivante, il conserve son portefeuille ministériel jusqu'à l'élection à la présidence de Georges Pompidou en juin 1969. Il fonde ensuite l'association « Présence du gaullisme », présidé successivement par Hubert Germain, Charles Pasqua et René la Combe, puis devient ministre d'État, chargé des Départements et territoires d'Outre-mer dans le gouvernement Jacques Chaban-Delmas le 25 février 1971. D'après Pierre Messmer, c'est lors de cette nomination que Georges Pompidou lui fit part de son intention de le choisir comme Premier ministre l'année suivante.
Il succède à Jacques Chaban-Delmas le 5 juillet 1972 et dirige trois gouvernements successifs durant son passage à Matignon : le premier dure jusqu'au 5 avril 1973, le deuxième du 5 avril 1973 au 1er mars 1974 et le troisième jusqu'à l'investiture de Valéry Giscard d'Estaing le 27 mai 1974. Quelques semaines après son arrivée à la tête du gouvernement, le président Pompidou lui fait part de sa maladie, « très rare, très grave », ce qui le contraint à déléguer de plus en plus au fil des mois. Conformément à l'article 21 de la Constitution, Pierre Messmer préside le Conseil des ministres du 14 février 1973, en remplacement de Georges Pompidou, malade.
La majorité qu'il conduit comme Premier ministre remporte les élections législatives de 1973, avec 51 % des voix et 311 sièges sur 488. Face au choc pétrolier, Pierre Messmer prend aussi la décision de lancer la construction de treize centrales nucléaires dans le but d'assurer l'indépendance énergétique du pays et en prévision de la baisse de la production de charbon. Les antinucléaires déplorent aujourd'hui que ni la population ni la représentation nationale n'aient été consultées sur le sujet. Le Parlement français a confirmé, à travers la loi sur l'énergie de 2005, ce choix initial.
En France, en décembre 1973, Pierre Mesmer invente la limitation de vitesse sur autoroute et se trouve de fait à la tête du pouvoir qui inverse la courbe de la mortalité routière en réduisant les vitesses pour améliorer la sécurité routière en France.
À la suite de la mort de Georges Pompidou le 2 avril 1974, Alain Poher, président du Sénat, assure pour la seconde fois les fonctions de président de la République par intérim. Pierre Messmer expédie dès lors les affaires courantes et se déclare prêt à se présenter à l'élection présidentielle anticipée, à la condition que Jacques Chaban-Delmas, Valéry Giscard d'Estaing et Edgar Faure acceptent de se retirer. Ce dernier, à qui les sondages ne laissent guère d'espoir, consent à s'effacer sans conditions. Giscard d'Estaing a l'habileté d'accepter si Chaban-Delmas en fait autant ; mais ce dernier maintient sa candidature. Le Premier ministre renonce le soir-même, le 9 avril 1974, et apporte quelques jours plus tard son soutien à la candidature de Jacques Chaban-Delmas, en précisant agir « par discipline ».
Pierre Messmer est député de la Moselle de 1974 à 1988 et député européen de 1979 à 1984. En 1985 il dépose une proposition de loi tendant à rétablir la peine de mort pour certains crimes. Lors de la première cohabitation, de 1986 à 1988, il est président du groupe Rassemblement pour la République (RPR) à l'Assemblée nationale. Élu maire de Sarrebourg en 1971, il conserve ce mandat jusqu'en 1989.

### Retraite politique
Sa défaite aux élections législatives de juin 1988 contre Aloyse Warhouver marque son retrait de la vie politique. Il est élu en 1988 à l'Académie des sciences morales et politiques, dont il est le secrétaire perpétuel de 1995 à 1998. En 1992 il devient président de l’institut Charles-de-Gaulle durant trois ans et président de la Fondation du même nom jusqu'en 1997. Pierre Messmer est élu à l'Académie française le 25 mars 1999, au fauteuil de Maurice Schumann (13e fauteuil). Il est chancelier de l'Institut de France du 1er janvier 1999 au 1er janvier 2006. Il succède en 2001 au général Simon à la présidence de la Fondation de la France libre, fonction qu'il occupe jusqu'à sa mort. Il a été président d'honneur de l'Institut de géopolitique des populations.
Il témoigne au procès de l’ex préfet de police Maurice Papon et demande sa grâce, avec d'autres anciens résistants, en 2001. Par décret du président de la République en date du 6 juin 2006, Pierre Messmer est nommé chancelier de l'ordre de la Libération pour une période de quatre ans, en remplacement du général d'armée Alain de Boissieu, décédé. Il appelle à voter « non » au référendum de 2005 sur le traité européen et assiste à l'hommage rendu à Guy Môquet le 16 mai 2007, jour de l'investiture de Nicolas Sarkozy.
Il meurt des suites d'un cancer le 29 août 2007 à l'hôpital militaire du Val-de-Grâce, quatre jours après un autre ancien Premier ministre, Raymond Barre, et au même endroit. Pierre Messmer présidait l'association des amis de Michel Debré et était membre du comité d'honneur du mouvement initiative et liberté. Il était également président d'honneur de la fédération des sociétés d'anciens de la Légion étrangère (FSALE). François Jacob lui succède comme chancelier de l'ordre de la Libération et Yves Guéna comme président de la Fondation de la France libre.
Ses obsèques sont célébrées le 4 septembre 2007 aux Invalides à Paris, en présence de nombreuses personnalités politiques et militaires, dont le président Nicolas Sarkozy, l'ancien président Jacques Chirac, le Premier ministre François Fillon et plusieurs anciens Premiers ministres. Il est inhumé au cimetière de Saint-Gildas-de-Rhuys dans le Morbihan.
Ses archives privées sont conservées au service historique de la Défense.

## Synthèse des mandats et fonctions

### Fonctions gouvernementales
- 5 février 1960 - 22 juin 1969 : ministre des Armées (sous les gouvernements Michel Debré, Georges Pompidou et Maurice Couve de Murville)
- 25 février 1971 - 5 juillet 1972 : ministre d'État chargé des Départements et Territoires d'Outre-Mer (sous le gouvernement Jacques Chaban-Delmas)
- 5 juillet 1972 - 27 mai 1974 : Premier ministre, sous la présidence de Georges Pompidou

### Mandats de député
- 11 juillet 1968 - 12 août 1968 : député UDR de la 8e circonscription de la Moselle (nommé au gouvernement)
- 2 avril 1973 - 4 mai 1973 : député UDR de la 8e circonscription de la Moselle (nommé au gouvernement)
- septembre 1974 -avril 1978 : député UDR de la 8e circonscription de la Moselle (élection partielle)
- 3 avril 1978 - 1er avril 1986 : député RPR de la 8e circonscription de la Moselle
- 2 avril 1986 - 14 mai 1988 : député du département de la Moselle (proportionnelle) et président du groupe RPR à l'Assemblée nationale
- depute européen entre 1979 et 1984

### Mandats locaux
- 1970-1982 : conseiller général de la Moselle, élu dans le canton de Réchicourt-le-Château
- 1968-1992 : conseiller régional de Lorraine
- 1971-1989 : maire de Sarrebourg
- 1978-1979 : président du conseil régional de Lorraine (avant l'élection des assemblées régionales au suffrage universel)

## Publications
- Le Régime administratif des emprunts coloniaux : thèse pour le doctorat en droit, Librairie sociale et économique, 1939.
- De la Répression des fraudes commerciales : contribution à l'étude des dispositions législatives relatives à la répression des fraudes commerciales, thèse, Dernières nouvelles de Strasbourg, 1954.
- Le Service militaire : débat avec Jean-Pierre Chevènement, Balland, 1977.
- Les Écrits militaires de Charles de Gaulle : essai d'analyse thématique, Presses universitaires de France, 1985 — en collaboration avec le professeur Alain Larcan.
- Après tant de batailles : mémoires, Éditions Albin Michel, 1992 — 18e prix Pierre-Lafue 1994.
- Les Blancs s'en vont : récits de décolonisation, Éditions Albin Michel, 1998.
- La patrouille perdue : et autres récits extraordinaires, Éditions Albin Michel, 2002.
- Ma part de France : entretiens avec Philippe de Saint Robert, Éditions François-Xavier de Guibert, 2003.

## Décorations
|  |  |  |
|  |  |  |
|  |  |  |
|  |  |  |
|  |  |  |

### Intitulés

#### Distinctions nationales (France)
- Grand-croix de la Légion d'honneur[36] (1993, Grand officier en 1974)
- Compagnon de la Libération, décret du 23 juin 1941
- Croix de guerre 1939-1945 (six citations)
- Médaille de la Résistance française
- Médaille des évadés
- Croix du combattant
- Médaille coloniale avec agrafes AFL (Afrique française libre), Érythrée, Libye, Bir Hakeim, Tunisie 42-43 et Extrême-Orient
- Médaille commémorative de la guerre 1939-1945

#### Distinctions étrangères
- Officier de la Legion of Merit (États-Unis)
- Grand officier de l'ordre national du Dahomey (république du Dahomey)
- Commandeur de l'ordre du Nichan Iftikhar (Tunisie)
- Commandeur de l'ordre royal du Cambodge
- Grand-croix de l'ordre de Saint-Olaf (Norvège) (1962)
- Chevalier grand-croix de l'ordre du Mérite de la République italienne‎ (1973)[37].

## Hommages

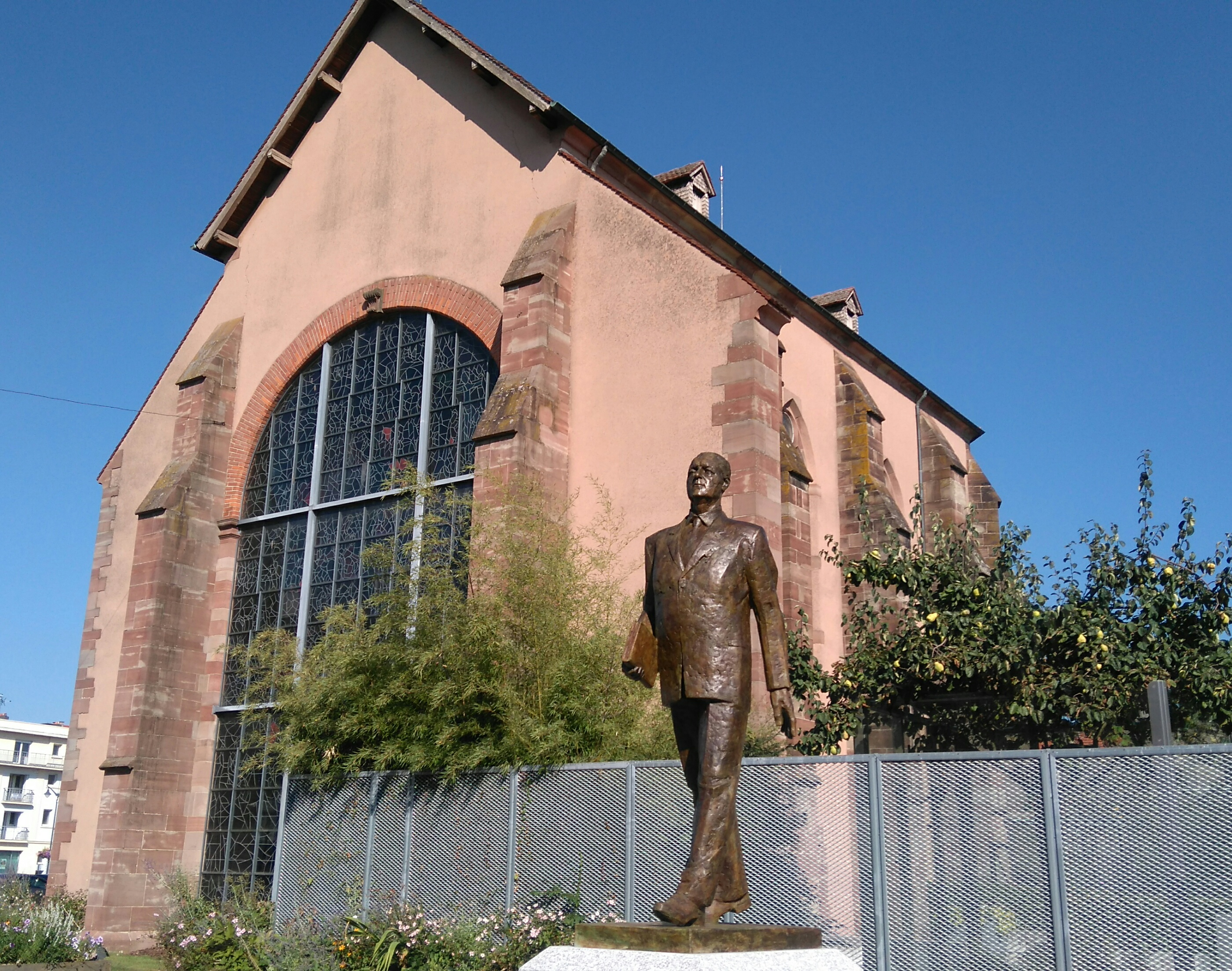
Statue de Pierre Messmer du sculpteur Jivko devant le vitrail de Marc Chagall de la chapelle des Cordeliers de Sarrebourg

- La promotion 2008-2009 du 4e bataillon de l’École spéciale militaire de Saint-Cyr porte son nom
- Centre culturel Pierre-Messmer à Saint-Avold
- Rue Pierre-Messmer à Avignon
- Bibliothèque Pierre-Messmer à Sarrebourg
- Collège Pierre-Messmer à Sarrebourg
- Rue Pierre-Messmer à Saint-Gildas-de-Rhuys
- La promotion 2012 des ORSEM porte son nom.
- Avenue Pierre-Messmer à Woippy.
- Une sculpture monumentale du sculpteur Jivko [38]est installée en 2016 devant le vitrail de Marc Chagall de La Chapelle des Cordeliers de Sarrebourg
- Un buste en bronze du sculpteur Jivko dans le hall de l'hôtel de ville de Sarrebourg[39]